# IMAGE (堀江美都子のアルバム)
「IMAGE」（イマージュ）は、堀江美都子の2枚目のオリジナル・アルバム（LP盤）。1981年8月25日に日本コロムビアより発売されている。1989年6月21日に再び発売。2002年3月21日に初CD化された（COR-4680）。
全10曲に季節感を前面に出してまとめたふさわしい、さわやかな曲風で構成されて、他の歌手が楽曲を提供したものも数曲ある。

## 収録曲
1. ピュア・モーニング [3:23]
作詞：竜真知子、作曲：馬飼野康二、編曲：田辺信一
2. 二人の夏 [3:46]
作詞：神田広美、作曲・編曲：穂口雄右
3. Bye-bye Boy [3:39]
作詞：西尾尚子、作曲：黒住憲五、編曲：田辺信一
4. 渚のパープル・レイン [4:24]
作詞：山川啓介、作曲・編曲：穂口雄右
5. 少しセンチメンタル [3:36]
作詞：神田広美、作曲・編曲：上田薫
6. Dr.マジック [4:21]
作詞：竜真知子、作曲・編曲：穂口雄右
7. サンシャイン [2:52]
作詞：伊藤アキラ、作曲：穂口雄右、編曲：上田薫
8. 風色のダイアリー [3:56]
作詞：西尾尚子、作曲：黒住憲五、編曲：田辺信一
9. 夢子 [3:56]
作詞：竜真知子、作曲：渡辺岳夫、編曲：青木望
10. 一枚の写真 [3:31]
作詞：伊藤アキラ、作曲：穂口雄右、編曲：上田薫